# Мошнени (Мехединци)
Мошнени (рум. Moșneni) насеље је у Румунији у округу Мехединци у општини Флорешти. Oпштина се налази на надморској висини од 196 m.

## Становништво
Према подацима из 2002. године у насељу је живело 174 становника, од којих су сви румунске националности.